# Keenocardium californiense
Keenocardium californiense is een tweekleppigensoort uit de familie van de Cardiidae. De wetenschappelijke naam van de soort is voor het eerst geldig gepubliceerd in 1839 door Deshayes.